# Simbologia
Simbologia é a ciência que estuda a origem, a interpretação e a arte de criar símbolos. Todas as sociedades humanas possuem símbolos que expressam mitos, crenças, fatos, situações ou ideias, sendo umas das formas de representação da realidade. Os símbolos existem desde o inicio da humanidade ajudando formas de comunicação. Não se deve restringir este item ao Simbolismo, pertencente à literatura brasileira. Segundo Julius Evola, Eugène Canseliet, Schwaller de Lubicz e outros autores, a simbologia que aparece na cultura de diferentes povos não pode ser reduzida somente ao conhecido. De acordo com Cornelius Castoriadis e Gilbert Durand, é através da representação simbólica que nos apropriamos do mundo.